# Decuana hispida
Decuana hispida är en spindelart som beskrevs av Margareta Dumitrescu och C.Constantin Georgescu 1987. Decuana hispida ingår i släktet Decuana och familjen dansspindlar.
Artens utbredningsområde är Venezuela. Inga underarter finns listade i Catalogue of Life.